# Arquidiocese de Galveston-Houston
A Arquidiocese de Galveston-Houston (em latim: Archidiœcesis Galvestoniensis Houstoniensis) é uma arquidiocese localizado no Galveston e Houston, nos Estados Unidos. Foi fundada em 4 de maio de 1847. A Catedral Basílica de Santa Maria, em Galveston, é a igreja matriz da arquidiocese, juntamente com a Concatedral do Sagrado Coração, em Houston. Abrange uma área de 23 km², e tem 1,7 milhão de membros.
A arquidiocese incluídos os municípios de Galveston por Harris, Austin, Brazoria, Fort Bend, Grimes, Montgomery, San Jacinto, Walker e Waller.

## História
A diocese de Galveston foi fundada em 4 de maio de 1847 pelo Papa Pio IX. Recebeu a sua atual denominação em 1959 e em 29 de dezembro de 2004 foi elevada a categoria de arquidiocese.

## Prelados
Administração local:
| #                        | Nome                            | Período    | Notas                                  |
| Arcebispos               | Arcebispos                      | Arcebispos | Arcebispos                             |
| ------------------------ | ------------------------------- | ---------- | -------------------------------------- |
| 3º                       | Joe Steve Vásquez               | 2025-      | Atual                                  |
| 2º                       | Daniel Nicholas Cardeal DiNardo | 2006-2025  | Arcebispo emérito                      |
| 1º                       | Joseph Anthony Fiorenza         | 2004-2006  |                                        |
| Arcebispos-coadjutores   |                                 |            |                                        |
|                          | Daniel Nicholas DiNardo         | 2004-2006  |                                        |
| Bispos-auxiliares        |                                 |            |                                        |
|                          | Italo Dell’Oro, C.R.S.          | 2021 -     | Atual                                  |
|                          | George Arthur Sheltz            | 2012-2021  |                                        |
|                          | Vincent Michael Rizzotto        | 2001-2006  |                                        |
|                          | Joe Steve Vásquez               | 2001-2010  | Nomeado Bispo de Austin                |
|                          | James Anthony Tamayo            | 1993-2000  | Nomeado Bispo de Laredo                |
|                          | Curtis John Guillory, S.V.D.    | 1987-2000  | Nomeado Bispo de Beaumont              |
|                          | Enrique San Pedro, S.J.         | 1986-1991  | Nomeado Bispo-coadjutor de Brownsville |
|                          | John Edward McCarthy            | 1979-1985  | Nomeado Bispo de Austin                |
| Bispo                    |                                 |            |                                        |
| 7º                       | Joseph Anthony Fiorenza         | 1984-2004  | Elevado à Arcebispo                    |
| 6º                       | John Louis Morkovsky            | 1975-1984  |                                        |
| 5º                       | Wendelin Joseph Nold            | 1950-1975  |                                        |
| 4º                       | Christopher Edward Byrne        | 1918-1950  |                                        |
| 3º                       | Nicolaus Aloysius Gallagher     | 1892-1918  |                                        |
| 2º                       | Claude Marie Dubuis             | 1862-1892  |                                        |
| 1º                       | Jean Marie Odin                 | 1847-1861  |                                        |
| Bispo-coadjutor          |                                 |            |                                        |
|                          | Daniel Nicholas DiNardo         | 2003-2004  | Elevado à Arcebispo coadjutor          |
|                          | John Louis Morkovsky            | 1963-1975  |                                        |
|                          | Wendelin Joseph Nold            | 1947-1950  |                                        |
|                          | Peter Dufal , CSC               | 1878-1879  |                                        |
| Administrador Apostólico |                                 |            |                                        |
|                          | Nicholas Aloysius Gallagher     | 1882-1892  |                                        |